# Příměří z Altmarku

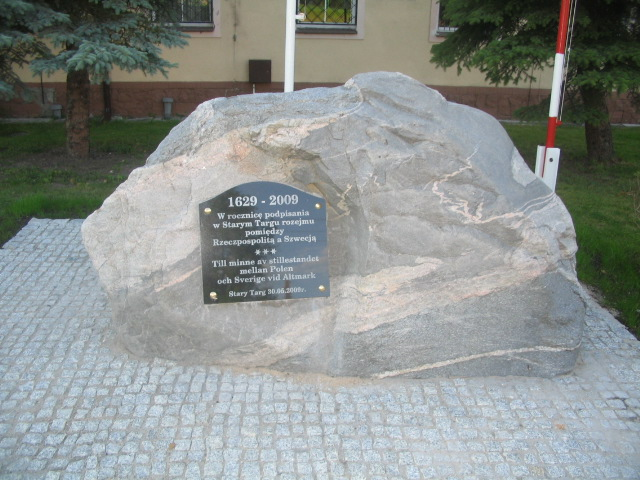
Památník příměří ve Starem Targu

Šestileté příměří z Altmarku (polsky: Rozejm w Altmarku, švédsky: Stillståndet i Altmark) bylo podepsáno v září 1629 u vesnice Altmark (dnes Stary Targ v Polsku) mezi Polsko-litevskou unií a Švédským královstvím. Ukončilo polsko-švédskou válku z let 1626–1629. Příměří bylo zprostředkováno Herculem de Charnacé, vyslancem kardinála Richelieu.
Bylo podepsáno krátce poté, co bylo Švédsko poraženo polskou armádou vedenou polním hejtmanem Stanisławem Koniecpolskim a vojsky Svaté říše římské u Trzciana, což málem vedlo k zajetí švédského krále Gustava II. Adolfa. Gustav byl v bitvě několikrát zraněn. Polský Sejm však poté odmítl zavést nové daně, jimiž by bylo možno zaplatit pomáhající vojska svaté říše (zejména saská) bojující pod vedením Jana Jiřího z Arnimu, načež se saští žoldnéři vzbouřili nebo odešli do Švédska. To nakonec přinutilo polského krále Zikmunda III. přistoupit na příměří. Pomohla i přímluva Francie.
Příměří umožnilo Švédsku udržet si kontrolu nad Livonskem (severně od řeky Daugava), ale jeho jihovýchodní část, Latgalsko, zůstala pod polskou nadvládou. Švédsko opustilo většinu Pruského vévodství, ale ponechalo si pobřežní města. Polsku se vrátily některé švédské územní zisky z invaze v roce 1625. Švédsko ale obdrželo na šest let právo na dvě třetiny všech lodních poplatků v polských přístavech Gdaňsk (Danzig) a Elbląg (Elbing) a od Pruského vévodství. Z lodního mýta pak švédský král Gustav II. Adolf financoval zapojení do třicetileté války.
V roce 1635 bylo příměří prodlouženo smlouvou ze Stuhmsdorfu. Švédsko se v ní vzdalo pruských přístavů a Polsko postoupilo většinu Livonska i s Rigou, byť si nadále ponechalo Latgalsko.